# Ейнч
Ейнч або Ровес'яврйок (рос. Эйнч, Ровесъяврйок) — річка у Росії, протікає в Кольському районі Мурманської області. Впадає у Серебрянське водосховище. До утворення водосховища гирло річки знаходилося за 43 км по лівому березі річки Вороння. Довжина річки була 38 км, площа водозбірного басейну становила 376 км².
За 19 км від гирла, по лівому березі річки впадає річка Мартім'яврйок.

## Дані водного реєстру
За даними державного водного реєстру Росії відноситься до Баренцово-Біломорського басейнового округу, водогосподарська ділянка річки — Вороння від гідровузла Серебрянське 1 і до гирла, річковий підбасейн річки — відсутній. Річковий басейн річки — басейни річок Кольського півострова, впадає у Баренцове море.
За даними геоінформаційної системи водогосподарського районування території РФ, підготовленої Федеральним агентством водних ресурсів:
- Код водного об'єкта в державному водному реєстрі Росії — 02010000812101000003812
- Код за гідрологічної вивченості (ГВ) — 101000381
- Код басейну — 02.01.00.008
- Номер тому за ГВ — 01
- Випуск за ГВ — 0